# احمد داراب
احمد داراب از سیاستمداران ایرانی بود، که در دوره‌  دوره‌های  هجدهم  بعنوان نماینده بندرانزلی در مجلس شورای ملی حضور داشت.